# Гелен Блейк
Гелен Блейк (англ. Helen Blake; 1 травня 1951, Сент-Елізабет, Ямайка) — ямайська легкоатлетка.
Брала участь у літніх Олімпійських іграх 1976 року. Учасниця Панамериканських ігор 1975 і 1979 років.
У 1977 році визнана спортсменкою року на Ямайці.